# Vincent Candela
Pour les articles homonymes, voir Candela (homonymie).
Vincent Candela, né le 24 octobre 1973 à Bédarieux (Hérault), est un footballeur international français des années 1990-2000.
Formé au Montpellier HSC, Candela commence sa carrière professionnelle au Toulouse FC en 1992, avant de signer à l'EA Guingamp après trois saisons, puis de passer directement à l'AS Rome en janvier 1997. Il passe huit saisons dans la capitale italienne, s'impose en sélection nationale puis joue ensuite en coupe d'Europe chaque saison. En 2001, il remporte le championnat ainsi que la Supercoupe d'Italie en 2001 avant de terminer vice-champion puis finaliste de la Coupe d'Italie les deux années suivantes. En janvier 2005, il tente sa chance en Angleterre, à Bolton, avant de retrouver l'Italie avec Udinese, Sienne puis Messine où il arrête sa carrière en 2007. Il occupe différents postes durant sa carrière, arrière latéral gauche ou droit, ou bien milieu de terrain, en fonction des entraîneurs.
Souvent remplaçant de Bixente Lizarazu en équipe de France, il compte quarante sélections et remporte la Coupe du monde 1998, ainsi que le Championnat d'Europe 2000. Auparavant, il dispute les Jeux olympiques d'Atlanta 1996.

## Biographie

### Enfance et formation héraultaise
Héraultais de naissance, ses parents tiennent un snack-bar à Bédarieux lorsque Vincent Candela pousse ses premiers ballons. Il habite ensuite à Maurin, un quartier de Lattes en proche banlieue de Montpellier et se fait remarquer au collège Georges-Brassens de Lattes davantage pour ses traversées entières du terrain de football ballon au pied que pour ses résultats scolaires.
Passionné de ballon rond, il prend sa toute première licence à l'âge de six ans au sein du petit club de Lattes où son père est entraîneur. Et au bout d'une année de présence, il rejoint le Montpellier HSC, repéré par Serge Delmas. Il remporte le titre de champion de France des moins de 17 ans.

### Début à Toulouse puis Guingamp (1992-1997)
Mais c’est au Toulouse FC qu’il signe son premier contrat professionnel en 1992 où il rejoint Delmas. « On n’a plus voulu de moi à Montpellier. Pas moyen d’avoir un contrat et, d’ailleurs, j’ai eu du mal à obtenir une lettre de sortie. Quand Toulouse a fait appel à moi, j’ai dit oui. C’est là que j’ai signé mon premier contrat professionnel ». En septembre 1992, Delmas devient l'entraîneur du « Téfécé » en lieu et place de Victor Zvunka, et le nouvel entraîneur toulousain décide au bout de quelques semaines de lancer Candela en Division 1 sur la pelouse du FC Metz (1-1) le 7 octobre 1992. Jusqu'à la fin de la saison 1992-1993, il ajoute à son actif deux autres rencontres et prend part à la treizième position finale acquise par le TFC. Durant l'exercice 1993-1994, Vincent réussit à s'imposer au sein du onze toulousain grâce à sa polyvalence, du fait qu'il peut évoluer aussi bien comme latéral droit ou gauche voire comme ailier ce qui l'amène à accumuler 27 matchs de championnat. Il inscrit son premier but en première division. Collectivement, c'est plus laborieux et le Téfécé ne parvient pas à garder sa place parmi l'élite puisqu'il finit avant-dernier avec la plus mauvaise attaque (26 buts) et la seconde défense la plus perméable (60 buts). Avec un groupe grandement remanié sous les ordres de Rolland Courbis, Toulouse se mêle à la lutte pour la montée en première division mais le club haut-garonnais loupe le podium de trois points. En parallèle du championnat, les Toulousains effectuent un parcours honorable en coupe de la Ligue jusqu'en quarts de finale qu'ils perdront 3-0 contre le PSG, futur vainqueur de l'épreuve. À titre personnel Candela confirme sa première année au sein du onze du Téfécé en étant l'une des pièces maîtresses de l'entraîneur Courbis avec 27 rencontres de jouées en seconde division pour deux buts marqués comme latéral gauche.
À l'été 1995, Candela retrouve tout de même la première division en rejoignant l'En Avant de Guingamp, promu en D1,. Il ne met pas longtemps pour s'adapter à sa nouvelle équipe tout en s'installant au poste de latéral gauche où il y montre une excellence dans les duels tout en étant impitoyable au marquage. Avec 31 matchs pour un but, il est l'un des artisans de la bonne saison du promu guingampais avec une dixième position finale acquise en championnat avec une qualification pour la coupe Intertoto 1996 à la clé et une demi-finale de coupe de la Ligue perdue 2-1 contre le FC Metz, futur vainqueur. Candela fait alors partie de la quatrième meilleure défense de l'élite avec seulement 33 buts d'encaissés. L'été 1996 voit Vincent découvrir les joutes européennes en participant à la coupe Intertoto où son équipe réussit à se qualifier pour la coupe UEFA 1996-1997 du fait qu'elle remporte la finale contre Rotor Volgograd. En UEFA, dès le premier tour, les Guingampais affrontent l'Inter Milan et réussissent à obtenir un 1-1 en Italie après avoir perdu 3-0 dans les Côtes d'Armor. Lors de cette confrontation contre l'Inter, le latéral gauche réussie grâce à une belle prestation à se faire remarquer par certains recruteurs de grands clubs italiens évoluant en Serie A ce qui l'amène à recevoir des offres durant la trêve hivernale. Il jette son dévolu sur l'AS Roma,.

### En équipe de France (1996-2002)
Vincent Candela connaît ses premières sélections dans les équipes de France cadet, puis militaire. En 1996, le bédaricien est retenu par Raymond Domenech en équipe de France espoirs. Il dispute trois matches sur quatre durant le tournoi de football des Jeux olympiques d'Atlanta.
En octobre de la même année, le sélectionneur Aimé Jacquet le convoque pour la première fois en équipe de France A à l'occasion d'un match amical face à la Turquie. « En Bretagne, une rumeur courrait à ce sujet depuis quelques jours, mais je n’y pensais pas. Nous devions rester concentrés sur le championnat, car nous avions eu des matches difficiles. Cela fait toujours plaisir d’être sélectionné. En Espoirs, c’est déjà formidable. Mais en équipe A, c’est le rêve de tout footballeur ». Le jour du match, le 9 octobre 1996, Candela connaît ses premières minutes en Bleu (victoire 4-0).
Candela fait partie de l'équipe de France retenue pour disputer la Coupe du monde 1998, organisée en France. Adulé à la Roma, la France l’a alors oublié et va le découvrir lors du Mondial. Candela sera le bon joueur de vestiaire. Derrière l’inamovible Bixente Lizarazu, il assure le show et est l’importateur de l’hymne officiel des Bleus I Will Survive. Durant le tournoi, il dispute la dernière rencontre du premier tour face au Danemark, alors que les « Bleus » sont déjà qualifiés pour les huitièmes de finale, et est à l'origine du penalty sifflé contre la France. Le documentaire Les Yeux dans les Bleus révèle que, lors du quart de finale face à l'Italie, durant l'épreuve des tirs au but, lorsque vient le tour de Luigi Di Biagio en dernier tireur, il apostrophe Christophe Dugarry en lui disant : « C'est mon coéquipier ! Regarde la mine qu'il va mettre ! Elle va partir au-dessus ! ». Et effectivement, Di Biagio envoie son tir sur la transversale, ce qui fait remporter la victoire finale à la France.
Sélectionné par Roger Lemerre pour le championnat d'Europe 2000, il est aligné à deux reprises, toujours au même poste, inamovible remplaçant de Lizarazu : face à la Tchéquie (victoire 2-1) et aux Pays-Bas (défaite 3-2). Contre les Tchèques, juste avant à l'entrée des joueurs sur le terrain, la France effectue un changement de dernière minute, Candela étant aligné à la place de Lizarazu au poste d'arrière gauche.
Lors de la Coupe du monde 2002, il remplace Frank Lebœuf au quart d'heure de jeu, sorti sur blessure lors du second match face à l'Uruguay. Il prend alors le côté droit de la défense, Lilian Thuram évoluant avec Marcel Desailly dans l'axe. Malgré la présence d'un pur droitier, Willy Sagnol, dans l'effectif, il commence la rencontre face au Danemark.
Candela honore sa quarantième et dernière sélection en août 2002, lors du match amical Tunisie-France.

### Idole à Rome (1997-2005)

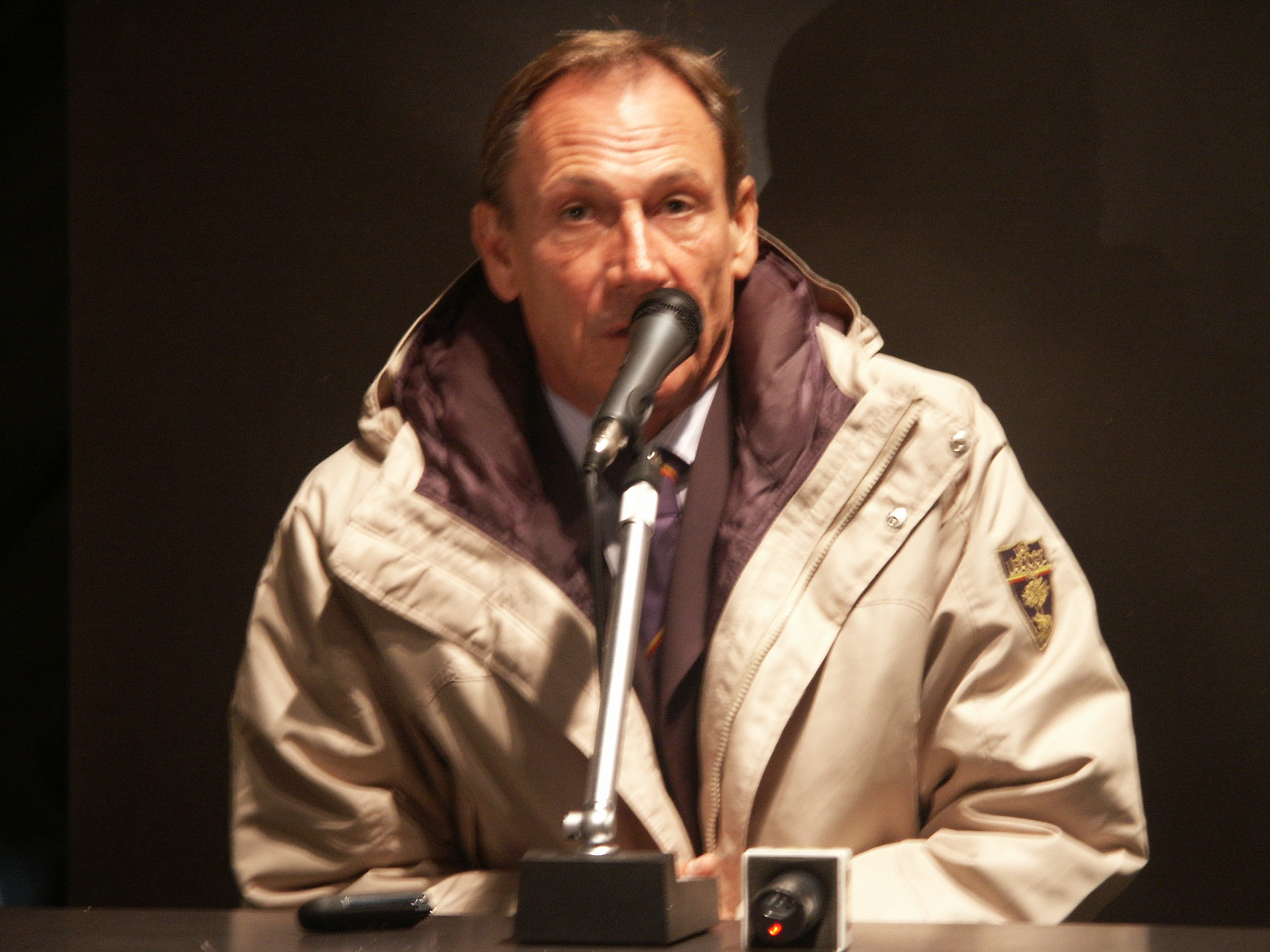
Zdeněk Zeman recrute Candela à la Roma.

#### Intégration réussie (1997-2001)
Les négociations pour faire venir Candela à l'AS Rome sont longues et difficiles. Car à chaque fois que l'affaire est sur le point d'être conclue les dirigeants de Guingamp augmentent le prix de la transaction. Franco Sensi, président de l'époque, révèle en 2001 : « Candela est la plus difficile affaire de transfert que j'ai eu à faire. Je le voulais à tout prix, mais il a joué pour une équipe provinciale en France et chaque fois que j'ai essayé de conclure l'affaire, ils rehaussaient leurs exigences ».
Candela débarque à la fin du mois de janvier 1997 dans l'un des meilleurs championnats européens d'alors. En débarquant chez les Giallorossi, il trouve un effectif de qualité où il peut jouer aux côtés d'individualités reconnues. Le jeune Français totalement inconnu des supporters de la Roma réussit à s'imposer et à les convaincre grâce à des prestations de hautes volées au poste d'arrière gauche au point d'envoyer le titulaire Amedeo Carboni sur le banc de touche. Avec quinze matchs pour deux buts, il prend part au maintien acquis par son nouveau club grâce à sa douzième position finale avec quatre points d'avance sur le premier relégable.
Sous la houlette de Zdeněk Zeman, l'ancien Guingampais confirme son statut de titulaire ce qui l'amène à faire partie intégrante d'une défense composée à 80 % d'étrangers . Avec seulement deux absences sur les 38 journées du Calcio, tout en inscrivant deux buts, il est l'une des pièces maîtresses de l'AS Roma qui termine à une belle quatrième place finale avec une qualification européenne à la clé tout en ayant la meilleure attaque avec 67 buts marqués ex-aequo avec la Juventus.
Toujours indiscutable sur le flanc gauche de la défense des Giallorossi, il est l'un des joueurs les plus utilisés par l'entraîneur Zeman avec 42 rencontres toutes compétitions confondues et un but marqué. Collectivement, c'est une saison 1998-1999 assez réussie pour la Roma avec une nouvelle qualification européenne à la clé grâce à sa cinquième position finale et un parcours convenable en coupe UEFA jusqu'en quarts de finale qu'elle perd 4-2 score cumulé contre l'Atletico Madrid.

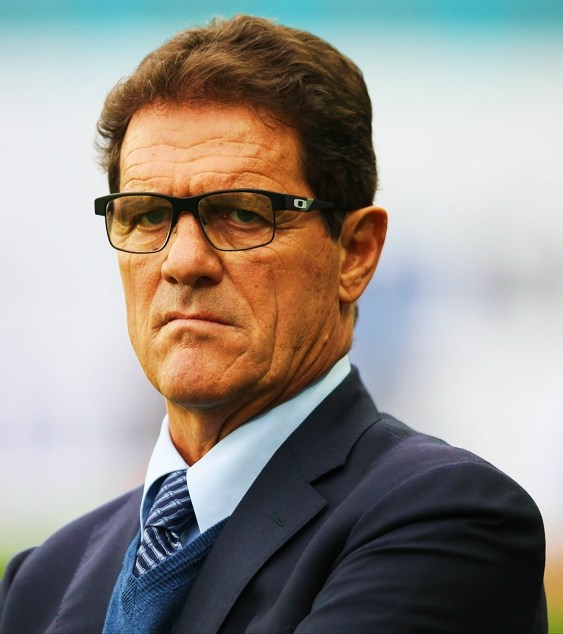
Capello arrive à Rome en 1999.

Pour la saison 1999-2000, l'Héraultais de naissance voit arriver comme entraîneur le célèbre Fabio Capello. Et même avec un entraîneur très exigeant avec ses joueurs, Vincent réussit à obtenir toute la confiance de Capello grâce à ses qualités de combattant sur le terrain durant 90 minutes ce qui l'amène à terminer comme le sixième Giallorosso le plus utilisé avec 38 matchs toutes compétitions confondues. Il fait partie de la troisième défense la plus imperméable avec 34 buts d'encaissés. Collectivement c'est une année correcte avec une troisième qualification européenne d'affilée à la clé grâce à la sixième position finale acquise et un parcours en coupe UEFA jusqu'en huitièmes de finale que le club romain perd 1-0 score cumulé contre Leeds United.

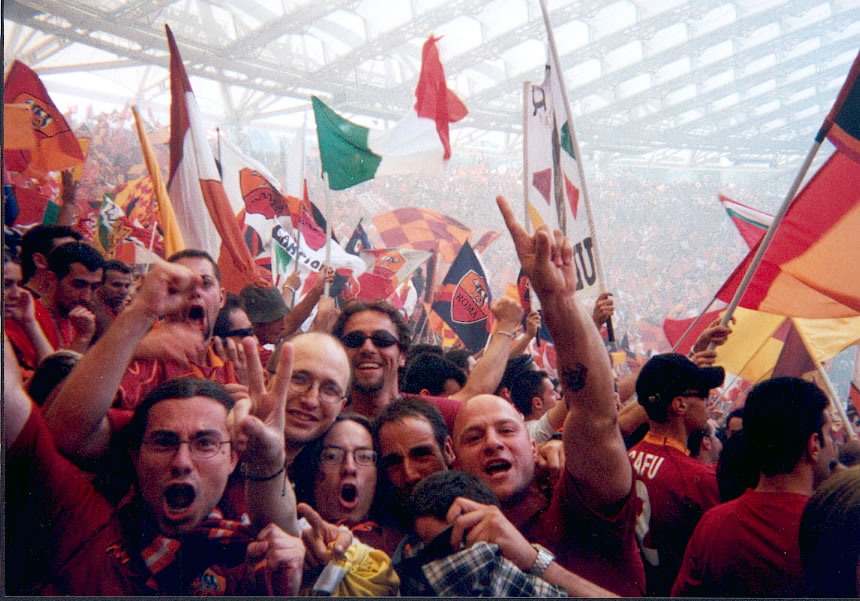
Les fans célèbrent le titre en 2001.

La saison 2000-2001 est l'année de la consécration pour Vincent car, après un recrutement haut de gamme, lui et ses partenaires réussissent à s'adjuger le Calcio avec deux points d'avance sur la Juventus de Turin. Lors de l'acquisition de ce titre national, Capello fait jouer son équipe en 3-5-2 avec trois axiaux et les deux latéraux que sont Cafu et Candela évoluent plus en ailiers du fait qu'ils pouvaient amener le danger par les côtés. En parallèle de la Serie A, les « Loups » vont pour la seconde année consécutive jusqu'en huitièmes de finale de la coupe UEFA qu'ils perdent cette fois-ci contre Liverpool, futur vainqueur. Pour cette saison, l'ancien du Téfécé finit comme l'un des joueurs les plus utilisés par Capello avec 40 rencontres toutes compétitions confondues.

#### Diminution du temps de jeu (2001-2005)
Même renforcé, l'AS Roma ne peut pas étoffer son palmarès d'un nouveau titre de champion d'Italie du fait qu'elle ne termine que seconde avec un point de retard sur la Juventus tout en ayant la seconde meilleure défense avec 24 buts d'encaissés. Les fans l'aiment pour sa technique et sa simplicité dans le jeu. Comme le but qu'il marque en Supercoupe d'Italie 2001 face à la Fiorentina : un contrôle avant de décocher une frappe puissante pour ouvrir le score après seulement six minutes de jeu. Après le match, il dit qu'il a tenté sa chance parce que ses coéquipiers lui ont dit de ne pas réfléchir à deux fois pour les tirs depuis l'extérieur de la surface de réparation. Cette saison 2001-2002 est pour Candela la découverte de la Ligue des champions où lui et ses coéquipiers vont jusqu'à la seconde phase de groupes. Le Français est de nouveau égal à lui-même en termes de statistiques puisqu'il est le troisième romain à être le plus utilisé par Capello avec 43 rencontres toutes compétitions confondues.
L'ancien Guingampais est toujours aussi omniprésent au sein du onze Giallorosso en 2002-2003 avec 41 matchs toutes compétitions confondues. Mais collectivement, le club romain ne termine qu'à une huitième place finale en championnat, avec tout de même une qualification européenne à la clé. En parallèle du Calcio, l'AS Roma atteint la finale de la coupe d'Italie qu'elle perd contre le Milan AC. Pour sa seconde participation consécutive à la Ligue des champions, il va de nouveau jusqu'à la seconde phase de groupes.
Depuis son arrivée à Rome, la saison 2003-2004 est la première à l'issue de laquelle ses statistiques sont en deçà, avec vingt rencontres toutes compétitions confondues. Même avec un temps de jeu assez faible, il prend part à la place de vice-champion acquise par son équipe à onze points du Milan AC tout en ayant les meilleures attaques (68) et défenses (19) de la Serie A et au parcours en coupe UEFA jusqu'en huitièmes de finale qu'elle perd 3-2 score cumulé contre Villarreal CF.
Le début de l'exercice 2004-2005 voit Candela être dans la peau d'un remplaçant ce qui l'amène à ne jouer que douze rencontres toutes compétitions confondues durant la première partie de la saison. Après huit saisons dont une place de remplaçant lors des deux dernières, Candela quitte le club romain en janvier 2005 pour tenter l’aventure en Angleterre,.
En huit saisons, Candela joue 289 fois pour la Roma toutes compétitions confondues : 210 en Serie A, 30 en Coupe d'Italie, un dans la Supercoupe d'Italie et 48 en Coupe d'Europe. En 2012, l'AS Rome met en place son Hall of fame pour son 85e anniversaire. Après le meilleur onze de l'histoire élu, Candela termine deuxième défenseur en 2013 derrière Sebastiano Nela avant de rejoindre la liste de noms prestigieux en 2014 aux côtés d'Alcides Ghiggia, Carlo Ancelotti et Rudi Völler,.

### Fin de carrière (2005-2007)
En janvier 2005, il s'engage jusqu'à la fin de la saison sous les couleurs du Bolton Wanderers. « Je veux voir si je suis encore capable de produire du beau jeu aussi bien pour les spectateurs que pour moi-même. En juin, je déciderai si je poursuis l'aventure ou pas ». Cela marque le début de trois ans d’errance sportive. À Bolton, cela ne passe pas : « J'ai surtout vite fuit Bolton. Le temps et le foot anglais, ce n'est pas pour moi. L'attaquant me taclait, moi, un défenseur ! Je ne comprenais pas ». Avant de quitter Bolton, il dispute dix matchs du championnat anglais où son équipe arrache une qualification européenne grâce à sa sixième place finale. En plus de ses statistiques enregistrées en Premier League, l'ancien Giallorosso ajoute à son actif deux matchs de coupes nationales où les Wanderers atteignent les quarts de finale de la Cup perdus 1-0 contre Arsenal, futur vainqueur.
Durant l'été 2005 il effectuera son retour en Italie en s'engageant avec Udinese et rejoue la Ligue des champions. Sa nouvelle équipe passe par le troisième tour préliminaire. Il signe son retour en Italie en mettant sa première frappe sur la barre transversale dès la première minute lors du troisième tour de qualification aller de Ligue des Champions. Après s'être débarrassé du Sporting Portugal, Candela et ses coéquipiers réalisent un parcours honorable en phase de groupes en finissant troisièmes du groupe C derrière le FC Barcelone et le Werder Brême ce qui leur vaut d'être repêchés en coupe UEFA où Udinese s'arrête en huitièmes de finale à la suite de sa défaite 2-1 score cumulé contre le Levski Sofia. Lors du cinquième match de poule et pour sa dernière campagne européenne, Candela inscrit son premier et unique but en Coupe d'Europe à la fin du match sur le terrain du Panathinaïkos qui offre la victoire à son équipe (2-1). En Serie A, Vincent et ses coéquipiers finissent au treizième rang revu ensuite. Son retour en Italie est une grande réussite du fait qu'il enregistre 40 apparitions pour deux buts toutes compétitions confondues.
Candela ne reste qu’un an avant de rejoindre le promu Sienne mais ne fait que six mois en Toscane. Il demande à quitter le club du fait qu'il veut plus de temps de jeu,. En janvier 2007, le champion du monde 1998 s'engage jeudi avec Messine jusqu'à la fin de la saison. Si Sienne (11e) est alors mieux classé que Messine (17e), à la porte de la relégation, Candela veut gagner en temps de jeu. Il n'est titularisé que onze fois en vingt matches depuis le début de cette saison. Laissé libre par Messine, relégué en Serie B, le Français reçoit bon nombre de propositions et repousse des offres en provenance de la Reggina, du Torino et aussi de l'Étoile Rouge de Belgrade. En août 2007, il déclare : « j'ai encore la passion du foot et je vais attendre de voir ce qu'il se passera d'ici à la fin août. Je suis à la recherche d'un projet sportif intéressant dans un club où je pourrai me faire plaisir ».
En septembre 2007, Vincent Candela décide de mettre un terme à sa carrière professionnelle. « Il y a un temps pour tout. J'ai fait le mien. Dix-huit années en pros, c'était bien ; les trois dernières, moins. C'est le bon moment d'arrêter. Le football a changé. Il est plus physique, moins tactique et technique ». Épanoui dans sa villa située sur les hauteurs de Rome, Candela assure qu'il ne se voit pas continuer dans le football, qui « a beaucoup évolué. Les joueurs sont tous grands, plus rapides et avec moins de cervelle. Moi, je n'étais pas très véloce et j'ai dû faire trois têtes dans ma carrière. J'ai eu la chance de n'être pas trop mal au niveau tactique et technique. Mon destin était écrit d'avance ». Après huit saisons bien remplies à Rome, Candela s'est perdu en signant dans des clubs secondaires. Il explique certains choix curieux. « J'ai fait l'inverse de ce qui a fait ma vie et ma fortune : j'ai plus cherché la facilité que la gagne. Je préférais être bien dans ma vie que sur un terrain. Comme je me suis laissé aller, mes performances en ont souffert. J'ai effectué des choix de cœur et de liberté ». En dix-huit ans, Candela retient deux moments fort : « Toute la Coupe du monde 1998 et le Scudetto 2001 avec la Roma. La première, pour le côté humain et patriotique ; la seconde pour la gloire. À Rome, j'étais une idole ».

### Reconversion (depuis 2007)

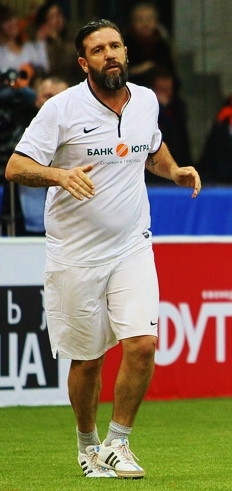
Candela en 2015, lors d'un match caritatif.

Lorsque Vincent Candela prend sa retraite son ambition est de devenir découvreur de talent : « Je me suis associé avec Stéphane Canard, mon agent depuis 1990, Dominique Casagrande et Pierre Laurent. Agent, c'est large comme définition. Je vais surtout m'occuper de recruter les jeunes ».
En juin 2009, Candela fête son jubilé à Rome. L'équipe de France 98, presque au complet, affronte l'AS Roma championne d'Italie en 2001.
Lors de l’intersaison 2013, l'AS Roma cherche un nouvel entraîneur. Laurent Blanc est un temps pressenti avec Candela comme adjoint, avant que Rudi Garcia soit choisi.
En 2014, Vincent Candela travaille à la radio et à la télévision à Rome. Il possède aussi un restaurant près de Montpellier, un autre dans la capitale italienne. Il vit toujours à Rome où il s'était installé en 1997.

## Style de jeu: défenseur polyvalent
Arrière latéral gauche ou droit pouvant évoluer au milieu de terrain, Candela est polyvalent. Il sait compenser sa relative lenteur par une technique et un sens tactique au-dessus de la moyenne pour un latéral. Ce défenseur de tempérament, vif et expérimenté dans les dribbles, est un droitier spécialisé à gauche. En cadets, on le fait jouer milieu, puis arrière droit : « À Toulouse, Rolland Courbis m'a fait jouer à gauche. À Guingamp, je joue aussi à gauche, mais dans l'équipe espoirs à Atlanta, je jouais à droite ». Lors de la saison 2000-2001, lors de laquelle l'AS Rome est sacrée championne sous les ordres de Fabio Capello, Candela évolue sur l'aile gauche dans un 3-5-2 comme « ailier qui peut amener le danger par le côté ».
Excellent dans les duels et impitoyable marqueur, Candela développe ces points forts à l'AS Roma. On lui reproche de ne pas monter suffisamment dans son couloir et la mauvaise qualité de ces centres.

## Statistiques

### Générales par saison
Le tableau ci-dessous illustre les statistiques professionnelles de Vincent Candela,.
| Saison                | Club                  | Championnat           | Championnat | Championnat | Coupe(s) nationale(s) | Coupe(s) nationale(s) | Supercoupe | Supercoupe | Compétition(s) continentale(s) | Compétition(s) continentale(s) | Compétition(s) continentale(s) | France | France | Total | Total |
| Saison                | Club                  | Division              | M.          | B.          | M.                    | B.                    | M.         | B.         | Comp.                          | M.                             | B.                             | M.     | B.     | M.    | B.    |
| 1992-1993             | Toulouse FC           | D1                    | 3           | -           | -                     | -                     | -          | -          | -                              | -                              | -                              | -      | -      | 3     | 0     |
| 1993-1994             | Toulouse FC           | D1                    | 27          | 1           | 1                     | -                     | -          | -          | -                              | -                              | -                              | -      | -      | 28    | 1     |
| 1994-1995             | Toulouse FC           | D2                    | 27          | 2           | 3                     | -                     | -          | -          | -                              | -                              | -                              | -      | -      | 30    | 2     |
| Sous-total            | Sous-total            | Sous-total            | 57          | 3           | 4                     | 0                     | 0          | 0          | -                              | 0                              | 0                              | 0      | 0      | 61    | 3     |
| 1995-1996             | En Avant de Guingamp  | D1                    | 27          | 1           | 4                     | -                     | -          | -          | -                              | -                              | -                              | -      | -      | 31    | 1     |
| 1996-1997             | En Avant de Guingamp  | D1                    | 21          | 1           | 2                     | -                     | -          | -          | CI+C3                          | 2+1                            | -                              | 2      | -      | 28    | 1     |
| Sous-total            | Sous-total            | Sous-total            | 48          | 2           | 6                     | 0                     | 0          | 0          | -                              | 3                              | 0                              | 2      | 0      | 59    | 2     |
| 1997                  | AS Rome               | Serie A               | 15          | 2           | -                     | -                     | -          | -          | -                              | -                              | -                              | 3      | -      | 18    | 2     |
| 1997-1998             | AS Rome               | Serie A               | 32          | 2           | 6                     | -                     | -          | -          | -                              | -                              | -                              | 6      | -      | 44    | 2     |
| 1998-1999             | AS Rome               | Serie A               | 30          | 1           | 4                     | -                     | -          | -          | C3                             | 8                              | -                              | 6      | 1      | 48    | 2     |
| 1999-2000             | AS Rome               | Serie A               | 26          | 3           | 4                     | 1                     | -          | -          | C3                             | 8                              | -                              | 6      | -      | 44    | 4     |
| 2000-2001             | AS Rome               | Serie A               | 33          | 3           | 2                     | -                     | -          | -          | C3                             | 5                              | -                              | 6      | -      | 46    | 3     |
| 2001-2002             | AS Rome               | Serie A               | 31          | 2           | 1                     | -                     | 1          | 1          | C1                             | 10                             | -                              | 10     | 1      | 53    | 4     |
| 2002-2003             | AS Rome               | Serie A               | 23          | 1           | 8                     | -                     | -          | -          | C1                             | 10                             | -                              | 1      | -      | 42    | 1     |
| 2003-2004             | AS Rome               | Serie A               | 12          | -           | 4                     | -                     | -          | -          | C3                             | 4                              | -                              | -      | -      | 20    | 0     |
| 2004-2005             | AS Rome               | Serie A               | 8           | -           | 1                     | -                     | -          | -          | C1                             | 3                              | -                              | -      | -      | 12    | 0     |
| Sous-total            | Sous-total            | Sous-total            | 210         | 14          | 30                    | 1                     | 1          | 1          | -                              | 48                             | 0                              | 38     | 2      | 327   | 18    |
| 2005                  | Bolton Wanderers      | PL                    | 10          | -           | 2                     | -                     | -          | -          | -                              | -                              | -                              | -      | -      | 12    | 0     |
| 2005-2006             | Udinese Calcio        | Serie A               | 26          | 1           | 3                     | -                     | -          | -          | C1+C3                          | 8+3                            | 1+0                            | -      | -      | 40    | 2     |
| 2006                  | AC Sienne             | Serie A               | 14          | -           | 2                     | -                     | -          | -          | -                              | -                              | -                              | -      | -      | 16    | 0     |
| 2007                  | FC Messine            | Serie A               | 16          | -           | -                     | -                     | -          | -          | -                              | -                              | -                              | -      | -      | 16    | 0     |
| Total sur la carrière | Total sur la carrière | Total sur la carrière | 381         | 20          | 47                    | 1                     | 1          | 1          | -                              | 62                             | 1                              | 40     | 2      | 531   | 25    |

### Buts en sélection
| # | Date            | Lieu                         | Adversaire | Score | Résultats | Compétitions            |
| - | --------------- | ---------------------------- | ---------- | ----- | --------- | ----------------------- |
| 1 | 14 octobre 1998 | Stade de France, Saint-Denis | Andorre    | 2-0   | 2-0       | Éliminatoires Euro 2000 |
| 2 | 6 octobre 2001  | Stade de France, Saint-Denis | Algérie    | 1-0   | 4-1       | Match amical            |

## Palmarès
Vincent Candela remporte son premier titre avec le Montpellier HSC, avec qui il est sacré de champion de France en moins des -17 ans. Parti à l'AS Rome, Candela remporte en Championnat d'Italie 2000-2001 puis la Supercoupe d'Italie face à la Fiorentina.
Avec l'équipe de France, Candela remporte la Coupe du monde 1998 et le Championnat d'Europe 2000.
Vincent Candela est nommé au Ballon d'or 2001 mais ne reçoit aucun vote.
| France                                                                                            | AS Rome |
| ------------------------------------------------------------------------------------------------- | --- |
| - Coupe du monde (1) - Vainqueur : 1998 - Championnat d'Europe des nations (1) - Vainqueur : 2000 | - Championnat d'Italie (1) - Champion : 2001 - Vice-champion : 2002 et 2004 - Supercoupe d'Italie (1) - Vainqueur : 2001 - Coupe d'Italie - Finaliste : 2003 |

## Vie extra-football
Après John John, né en 2001 et fruit de son mariage avec Sophie, le sportif a deux autres enfants avec Mara : Angelica (2005) à qui ils donnent un petit frère deux ans plus tard. En 2008, l'ex-footballeur français annonce qu'il va être père pour la quatrième fois.
En 2012, le stade Vincent-Candela est inauguré à l'occasion des cent ans du Stade Lunaret, club montpellierain.
Fin 2014, Vincent Candela participe à la dixième saison de Ballando con le stelle, la version italienne de Danse avec les stars.

## Décorations
- Chevalier de la Légion d'honneur le 1er septembre 1998